# Peter Braubach
Peter Braubach (* um 1500 in Braubach; † 1567 in Frankfurt am Main) war ab dem Jahr 1536 erster Buchdrucker in der Reichsstadt Schwäbisch Hall im heutigen nördlichen Baden-Württemberg.

## Leben
Peter Braubach hatte an der Universität Wittenberg studiert und übernahm danach die Druckerei seines Schwiegervaters in Hagenau im Elsass. Vermutlich wurde er durch Johannes Brenz veranlasst, seine Druckerei nach Schwäbisch Hall zu verlegen. Dort richtete er seine Werkstatt in einem Haus in der Zollhüttengasse ein.
In Schwäbisch Hall druckte Peter Braubach 38 bekannte Werke, vor allem Philipp Melanchthon, Johannes Brenz und andere Theologen und Humanisten sowie griechische und lateinische Klassiker wie Cicero, Ovid und Xenophon. Nach vier Jahren Tätigkeit in Schwäbisch Hall zog er nach Frankfurt am Main, wo er 1567 starb.

## Druckwerke
- Hermann Hamelmann: Cum scriptura sacra consensus undecim Conciliorum, aliquot historiarum … in perpetuo utriusque speciei Eucharistiae … porrigendae usu. Frankfurt am Main 1557 (Digitalisat der Bayerischen Staatsbibliothek München).
- Herzog Christoph von Württemberg, Jakob Beurlin, Johannes Brenz, Jakob Heerbrand u. a.: Confessio. Teil II, Frankfurt am Main 1561.